# Christian Steinmetz
Christian "Chris" Steinmetz (Milwaukee, Wisconsin, 28 de junio de 1882 - ibidem, 11 de junio de 1963) fue un jugador de baloncesto estadounidense, considerado el padre del baloncesto en Wisconsin. Con 1,75 metros de estatura, jugaba en la posición de base.

## Trayectoria deportiva

### Universidad
Jugó durante tres temporadas con los Badgers de la Universidad de Wisconsin, y está considerado como el primer jugador de la NCAA en anotar más de 1.000 puntos en una carrera, aunque otras fuentes dejan su registro en 950 puntos, consiguiendo en la temporada 1904-05 462 de los 681 puntos totales de los Badgers ese año.
Promedió 25,7 puntos por partido, lo que fue un récord universitario hasta mediados de los años 40. En 1961 fue incluido en el Basketball Hall of Fame.